# Henri Hombron
Henri Hombron, né le 21 septembre 1834 à Lambézellec (Finistère) et mort le 22 décembre 1907 à Brest, est un artiste peintre, et premier conservateur du musée des beaux-arts de Brest.

## Biographie
Marié à Morlaix le 5 avril 1864 à Françoise Lemière, le couple a eu quatre enfants : Marie (1864-1931), Louis (1867-1867), Henri (1868-1933) et Frédéric (1872-1944),.
Il a travaillé pour différents musées des beaux-arts dont ceux de Rennes et de Quimper en 1873. Il a publié quelques articles ainsi que des monographies concernant la peinture dans les journaux locaux. Il était membre de la Société académique de Brest.
Ses œuvres ont été exposées à Brest, mais aussi dans différents salons de Paris de 1876 à 1878.
Il a participé, avec deux conservateurs du musée du Louvre, réfugiés à Brest pendant la guerre de 1870, à la restauration de plusieurs œuvres dans les locaux de la Halle-aux-Blés, futur musée des beaux-arts de Brest. À la fin de la guerre, il a repris son projet de créer un musée des beaux-arts à Brest qui est effectif après une exposition ouverte aux Brestois.
Choisi par le maire Auguste Salaün-Penquer et sa femme Léocadie, Henri Hombron devient le premier conservateur du musée par arrêté municipal du 27 octobre 1875, confirmé par l'arrêté préfectoral du 9 août 1884. Il est nommé officier d'académie le 31 décembre 1889. 
Il est enterré au cimetière Saint-Martin, l'ancien cimetière de Brest.

## Distinctions
- Officier d'académie.
- Officier de l'Instruction publique.

## Œuvres
- Conversation en bord de mer, 1895, huile sur toile, 27 × 46 cm
- Roscoff, grève la ville, 1891, huile sur panneau, 22 × 50 cm
- La plage du Trez-Hir - l'anse de Bertheaume, 1894, huile sur carton, 14 × 24 cm
- Dalhias aux vases japonais, 1897, huile sur toile, 116 × 89 cm
- Fleurs d'automne dans un vase de Chine, carafe, raisins…, 1897, huile sur toile, 116 × 89 cm